# The Bunny Game
Pour plus de détails, voir Fiche technique et Distribution.
The Bunny Game est un film d'horreur indépendant américain, écrit et réalisé par Adam Rehmier, sorti en 2010.

## Synopsis
{{ Le parcours autodestructeur de Bunny, une prostituée toxicomane qui erre dans les bas fonds underground, cyberpunk et violent de Los Angeles, en quête de clients pour satisfaire son addiction aux substances stupéfiantes.
Au détour d'une mauvaise rencontre, elle se fait enlever et subit les pires sévices d'un psychopathe qui la met face à ses propres démons....}}

## Fiche technique
- Titre : The Bunny Game
- Réalisateur : Adam Rehmier
- Genre : Horreur
- Durée : 80 minutes
- Film interdit aux moins de 16 ans en France.

## Distribution
- Rodleen Getsic : Bunny
- Jeff Renfro : Hog
- Gregg Gilmore : Jonas
- Drettie Page : Martyr

## Autour du film
- Le film fut tourné en 30 jours en octobre 2008[1]. Ce film est projeté en 2011 au PollyGrinf Film Festival[2] où il reçoit des prix comme « Best Cinematography », « Best Editing » et « Best Overall Individual Performance in a Film »[3]. Le film a reçu plusieurs controverses et a été banni en Angleterre par la British Board of Film Classification en raison de la violence[4].
- Aux États-Unis, le film est sorti de façon limité. Il est sorti en DVD et Blu-ray le 31 juillet 2012.